# Alternanthera
Alternanthera  é um gênero botânico da família Amaranthaceae.

## Espécies

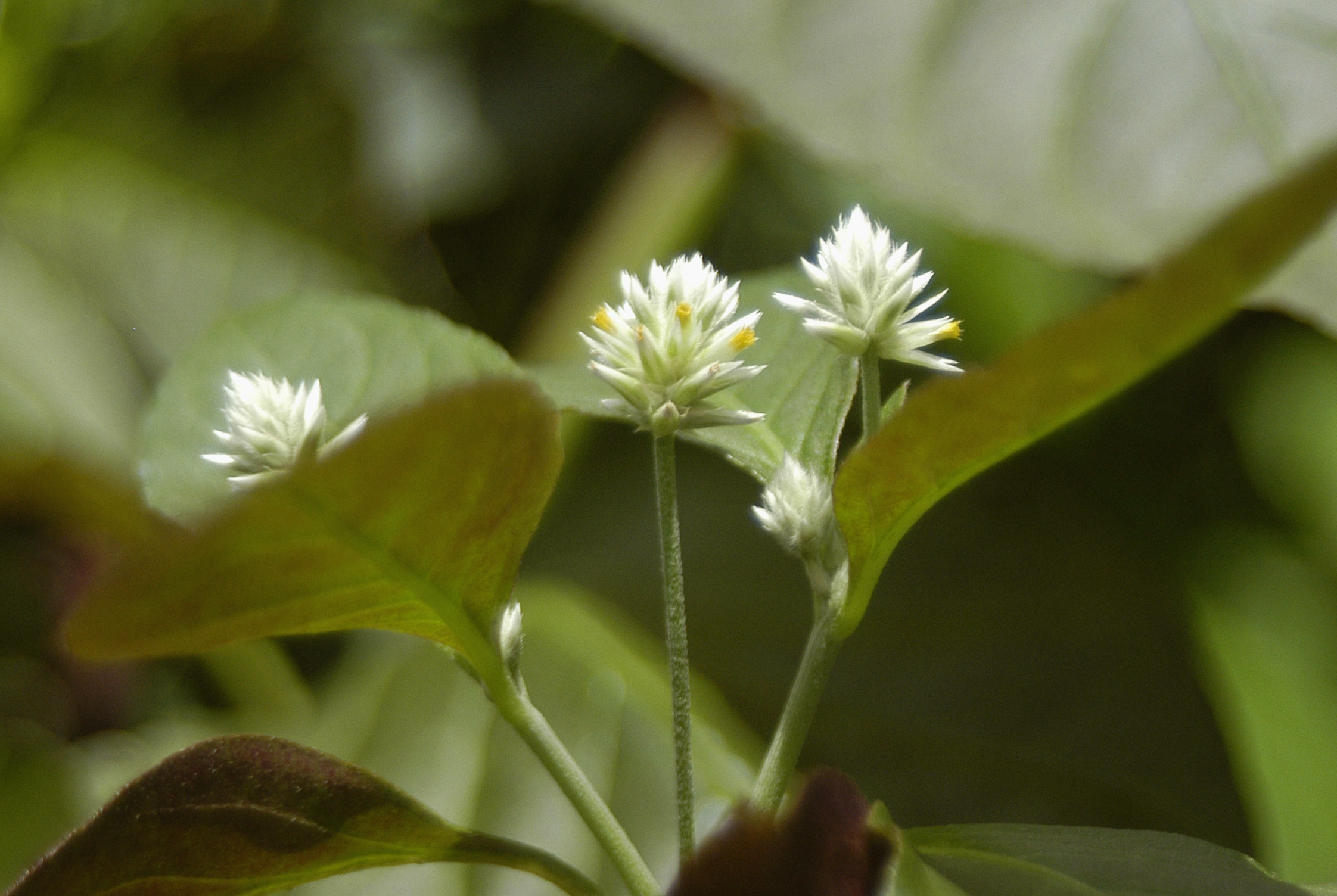
Alternanthera brasiliana (A dentata) conhecida popularmente como Perpétua do mato, "anador", "penicilina" e "terramicina" por seus efeitos analgésicos e possivelmente antibióticos

- Alternanthera acaulis
- Alternanthera achyrantha
- Alternanthera adscendens
- Alternanthera albida
- Alternanthera albo-squarrosa
- Alternanthera albo-tomentosa
- Alternanthera altacruzensis
- Alternanthera angustifolia
- Alternanthera argentata
- Alternanthera articulata
- Alternanthera asterophora
- Alternanthera asterotricha
- Alternanthera aurata
- Alternanthera australis
- Alternanthera austrotrinidadis
- Alternanthera bahiensis
- Alternanthera baueri
- Alternanthera bettzichiana
- Alternanthera brasiliana
- Alternanthera calcicola
- Alternanthera cana
- Alternanthera canescens
- Alternanthera capituliflora
- Alternanthera caracasana
- Alternanthera caribaea
- Alternanthera celosioides
- Alternanthera chacoensis
- Alternanthera cinerella
- Alternanthera coacasana
- Alternanthera collina
- Alternanthera colorata
- Alternanthera congesta
- Alternanthera coriacea
- Alternanthera corymbiformis
- Alternanthera crassifolia
- Alternanthera crucis
- Alternanthera culebrasensis
- Alternanthera cyclophylla
- Alternanthera decipiens
- Alternanthera dendrotricha
- Alternanthera dentata
- Alternanthera echinata
- Alternanthera echinocephala
- Alternanthera fasciculata
- Alternanthera fastigiata
- Alternanthera felipponei
- Alternanthera ficioidea
- Alternanthera flavescens
- Alternanthera flavicoma
- Alternanthera flavida
- Alternanthera flavogrisea
- Alternanthera flosculosa
- Alternanthera forastmemii
- Alternanthera forsstroemii
- Alternanthera friesii
- Alternanthera frutescens
- Alternanthera galapagensis
- Alternanthera glaucescens
- Alternanthera glaziovii
- Alternanthera gomphrenoides
- Alternanthera grandis
- Alternanthera halimifolia
- Alternanthera hassleriana
- Alternanthera helleri
- Alternanthera herniarioides
- Alternanthera inaccessa
- Alternanthera ingramiana
- Alternanthera kerberi
- Alternanthera kurtzii
- Alternanthera laguroides
- Alternanthera lanceolata
- Alternanthera laxa
- Alternanthera lehmannii
- Alternanthera leucantha
- Alternanthera linearis
- Alternanthera longipes
- Alternanthera lupulina
- Alternanthera macbridei
- Alternanthera macrorhiza
- Alternanthera malmeana
- Alternanthera maritima
- Alternanthera markgrafii
- Alternanthera megaphylla
- Alternanthera menziesii
- Alternanthera mexicana
- Alternanthera microphylla
- Alternanthera mollendoana
- Alternanthera morongii
- Alternanthera multicaulis
- Alternanthera multiflora
- Alternanthera muscoides
- Alternanthera nana
- Alternanthera nesiotes
- Alternanthera nodifera
- Alternanthera nodiflora
- Alternanthera obovata
- Alternanthera olivacea
- Alternanthera palmeri
- Alternanthera panemensis
- Alternanthera paniculata
- Alternanthera paronichyoides
- Alternanthera parviflora
- Alternanthera peploides
- Alternanthera peruviana
- Alternanthera philippo-coburgi
- Alternanthera philoxerina
- Alternanthera philoxeroides
- Alternanthera pilosa
- Alternanthera piptantha
- Alternanthera polycephala
- Alternanthera praelonga
- Alternanthera procumbens
- Alternanthera pulchella
- Alternanthera pulverulenta
- Alternanthera pumila
- Alternanthera pungens - Piancablá
- Alternanthera radicata
- Alternanthera raimondii
- Alternanthera reineckii
- Alternanthera robinsoni
- Alternanthera rufescens
- Alternanthera rugulosa
- Alternanthera scandens
- Alternanthera scirpoides
- Alternanthera sennii
- Alternanthera sericea
- Alternanthera serpens
- Alternanthera sessilis - Quá-quá-clôsso
- Alternanthera sibirica
- Alternanthera snodgrassii
- Alternanthera spinosa
- Alternanthera stenophylla
- Alternanthera straminea
- Alternanthera strictiuscula
- Alternanthera strigosa
- Alternanthera subscaposa
- Alternanthera subumbellata
- Alternanthera tenella
- Alternanthera tenuissima
- Alternanthera thomensis
- Alternanthera tomentella
- Alternanthera truxillensis
- Alternanthera tubulosa
- Alternanthera tucumana
- Alternanthera uliginosa
- Alternanthera urbani
- Alternanthera vestita
- Alternanthera villiflora
- Alternanthera villosa